# Галоп Гиша
Гало́п Ги́ша — риторический приём в дебатах, при использовании которого собеседник приводит большое количество ложных и неточных аргументов за короткий промежуток времени, пытаясь их количеством показать их правильность.

## Происхождение термина
Термин был придуман в 1994 году антропологом Юджини Скотт, которая назвала его в честь американского креациониста Дуэйна Гиша, широко использовавшего данный стиль при дебатах со сторонниками эволюции.

## Техника и противодействие
Суть приёма заключается в том, что невозможно опровергнуть все представленные аргументы за ограниченное время. Каждый ложный аргумент требует значительно большего времени на его опровержение и проверку фактов, чем на своё озвучивание (см. также Закон Брандолини). Выдвигая подобные аргументы с высокой скоростью, спорщик вынуждает оппонента жертвовать либо качеством опровержений, либо игнорировать часть аргументов. Для аудитории, незнакомой с данной техникой и плохо разбирающейся в вопросе, это выглядит как некомпетентность оппонента.
В структурированных дебатах использовать галоп Гиша сложнее, чем в открытых. Также для противостояния данной технике можно предварительно опровергнуть наиболее известные аргументы оппонента, прежде чем он применит галоп Гиша.